# Janine Massard
 (avril 2022).
Pour les articles homonymes, voir Massard.
Janine Massard, née le 13 novembre 1939 à Rolle, est une écrivaine vaudoise.

## Biographie
Originaire d'Yverdon-les-Bains et de Lucens, Janine Massard commence des études de lettres à Lausanne mais les interrompt après trois semestres. Elle exerce alors divers métiers avant de se vouer à l'écriture.
Son œuvre comporte un recueil de nouvelles, un conte, une chronique, mais surtout des récits et des romans, parfois à trame autobiographique comme La Petite Monnaie des jours (1985), pour lequel elle reçoit en 1986 le prix Schiller. Son essai Terre noire d'usine, qui reconstitue la réalité quotidienne des paysans et domestiques de campagne des régions industrielles du Jura, connaît un grand retentissement.
Aux éditions de l'Aire, elle publie Trois mariages, analyse de l'institution du mariage à travers les générations et les diverses couches sociales qui lui vaut le prix des écrivains vaudois. Ce qui reste de Katharina, également publié aux éditions de l'Aire, obtient le prix de la Bibliothèque pour Tous en 1998. Elle reçoit le prix Édouard-Rod (2002) pour Comme si je n'avais pas traversé l'été, son huitième roman.
Présidente de l'Association Films Plans-Fixes depuis janvier 2003, lauréate pour la littérature des prix culturels vaudois 2007, Janine Massard publie en 2006 Un jardin face à la France, qu'elle a rédigé à Pully.

## Publications
- ... de seconde classe, Le Temps parallèle, 1978, Eygalières, France
- Christine au dévaloir, Eliane Vernay, 1980, Genève
- L’avenir n’est pas pour demain, éd. Clin d’Œil, 1981, Lausanne
- La Petite Monnaie des jours, éd. d’En Bas, 1985
- Terre noire d’usine, paysan-ouvrier dans le Nord vaudois au XXe siècle, éd. de la Thièle, 1990, Yverdon ; rééd. 2010
- Trois mariages, éditions de l'Aire, Vevey, 1992
- Ce qui reste de Katharina, Éditions de l'Aire 1997
- Vidy et ailleurs, photographies de Luc Chessex, Lausanne, éditions Payot, 2003.
- Comme si je n'avais pas traversé l'été, Vevey, éditions de l'Aire, (2001) 2004
- Le Jardin face à la France, Bernard Campiche éditeur, 2005
- L’Héritage allemand, Bernard Campiche éditeur, 2008
- Childéric et Cathy sont dans un bateau, Bernard Campiche éditeur, 2010
- Gens du lac, Bernard Campiche éditeur, 2013
- Question d'honneur, roman, Bernard Campiche Éditeur, 2016
- Grand-mère et la mer, roman, Benard Campiche Éditeur, 2019

## Récompenses et distinctions
- 1986 : La Petite Monnaie des jours (1985), prix Schiller
- 1993 : prix des écrivains vaudois pour l’ensemble de son œuvre.
- 1998 : Ce qui reste de Katharina (1997), prix de la Bibliothèque pour Tous
- 2002 : Comme si je n'avais pas traversé l'été (2001), prix Édouard-Rod
- 2007 : Le Jardin face à la France (2005), prix culturel vaudois